# Alternativet (Danmark)
Alternativet (danska: Alternativet) är ett danskt politiskt parti som lanserades 27 november 2013 av bland andra Uffe Elbæk från det socialliberala partiet Radikale Venstre. Partiet utvecklar sin sakpolitik genom så kallade "politiska laboratorier", det vill säga organiserade stormöten, och beskriver sig som ett grönt och socialliberalt parti. Dock undviker de helst att placera sig på den traditionella höger-vänsterskalan.

## Valresultat
Valet till folketinget 2015 blev framgångsrikt för partiet då man fick 4,8 % av rösterna vilket resulterade i nio mandat i folketinget. I folketingsvalet 2019 backade partiet till 3,0 procent. År 2020 genomgick partiet en kris och fyra av fem folketingsledamöter lämnade partiet. I folketingsvalet 2022 gick det åter bättre och partiet landade på 3,3 procent. 

### Folketinget (riksdagsval)
| Datum | Röster  | Röster | Röster | Mandat  | Mandat |
| Datum | Antal   | %      | ± pp   | Antal   | ±      |
| ----- | ------- | ------ | ------ | ------- | ------ |
| 2015  | 168.788 | 4,8 %  | +4,8   | 9 / 179 | +9     |
| 2019  | 104.148 | 3,0 %  | -1,8   | 5 / 179 | -4     |
| 2022  | 117.567 | 3,3 %  | +0,3   | 6 / 179 | +1     |

## Partiledare
- 2013–2020: Uffe Elbæk[4]
- 2020–2020: Josephine Fock[3]
- 2021–: Franciska Rosenkilde[5]